# Судівська сільська рада
Судівська сільська рада — колишній орган місцевого самоврядування у Новосанжарському районі Полтавської області з центром у c. Судівка.

## Населені пункти
Сільраді були підпорядковані населені пункти:
- c. Судівка
- с. Бридуни
- с. Назаренки
- с. Шпортьки